# Szeremle
Szeremle is een plaats (község) en gemeente in het Hongaarse comitaat Bács-Kiskun. Szeremle telt 1578 inwoners (2002).